# Incheville
Incheville är en kommun i departementet Seine-Maritime i regionen Normandie i norra Frankrike. Kommunen ligger i kantonen Eu som tillhör arrondissementet Dieppe. År 2022 hade Incheville 1 138 invånare.

## Befolkningsutveckling
Antalet invånare i kommunen Incheville
| Referens: INSEE |